# 1230

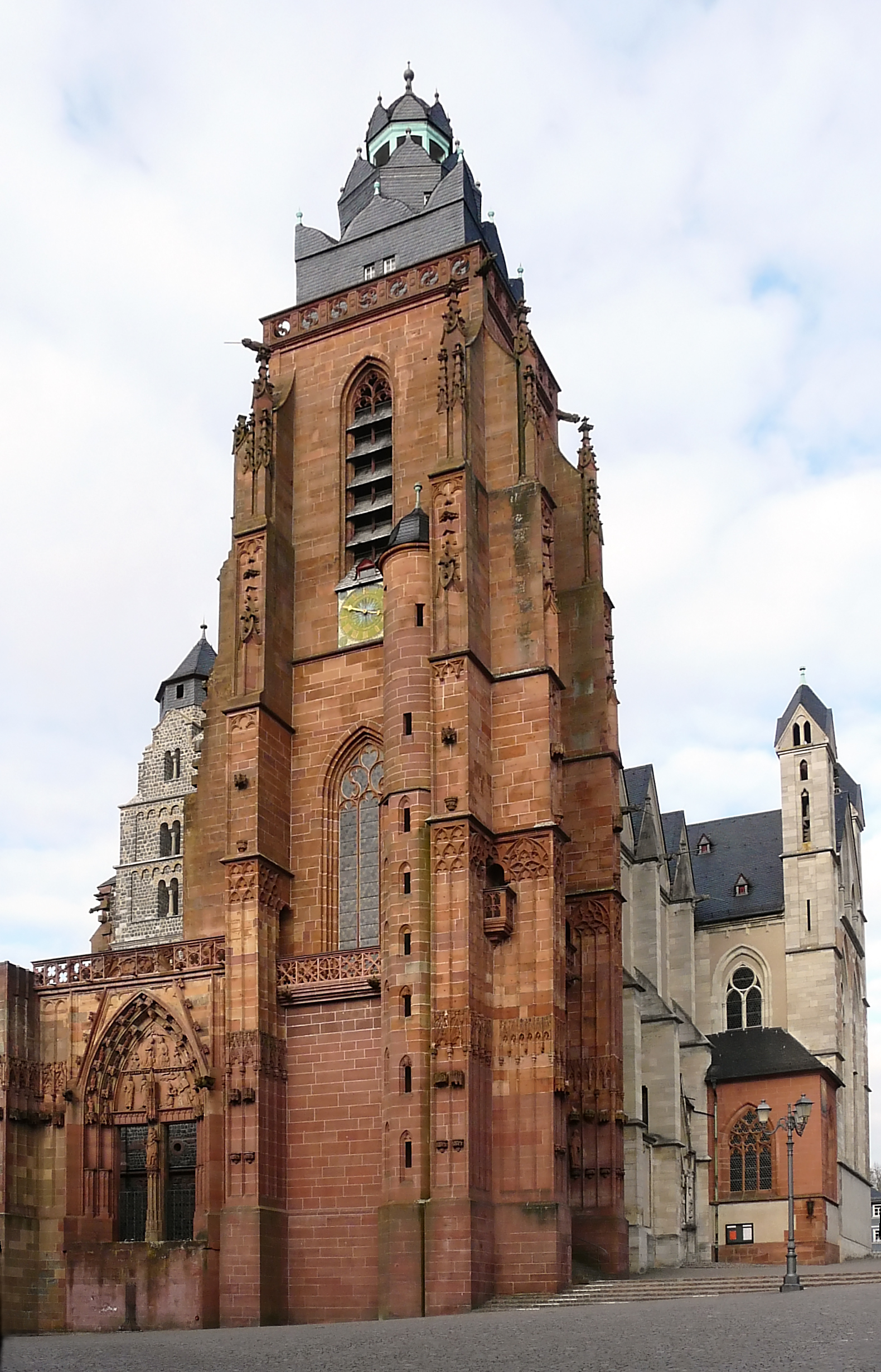
De Dom van Wetzlar, bouw begonnen 1230

Het jaar 1230 is het 30e jaar in de 13e eeuw volgens de christelijke jaartelling.

## Gebeurtenissen
maart
- 9 - Slag bij Klokotnitsa: De Bulgaren onder Ivan Asen II vernietigen een binnengevallen overmacht van Theodoros Komnenos Doukas van Epirus.
- maart - De aartsbisschop van Bremen, Gerard II van Lippe, roept een synode bijeen van alle prelaten uit zijn aartsbisdom. Op die synode wordt opgeroepen tot een kruistocht tegen de Stedingers, opstandige boeren in zijn bisdom

mei
- 16 - Verdrag van Kruschwitz: Koenraad van Mazovië erkent de onafhankelijkheid van de Duitse Orde en haar bezit van de veroverde gebieden in Pruisen en schenkt de orde het Kulmerland.

augustus
- 31 - Zwolle krijgt stadsrechten van de Utrechtse bisschop Wilbrand van Oldenburg.
- augustus - Verdrag van Ceprano: Keizer Frederik II en paus Gregorius IX leggen hun onenigheid bij. Frederik erkent de onschendbaarheid van de pauselijke gebieden. Gregorius heft Frederiks excommunicatie op.

september
- 24 - Doordat Ferdinand III van Castilië zijn vader Alfons IX opvolgt als koning van León worden de twee rijken verenigd, zie Kroon van Castilië.

zonder datum
- Mérida valt in christelijke handen.
- In de bul Quo elongati werkt Gregorius IX regels uit voor de orde der Franciscanen.
- Bohemund IV van Antiochië wordt geëxcommuniceerd.
- Nijmegen verkrijgt stadsrechten en wordt een Vrije Rijksstad.
- Johannes de Sacrobosco schrijft De sphaera mundi. (jaartal bij benadering)
- Ook stadsrechten verkrijgen: Jena, Oisterwijk, Goch
- oudst bekende vermelding: Apen, Laak, Terhulpen, Westerlee

## Opvolging
- Bohemen - Ottokar I opgevolgd door zijn zoon Wenceslaus I
- Coevorden - Rudolf II opgevolgd door zijn schoonzoon Hendrik II van Borculo
- Epirus - Theodoros Komnenos Doukas opgevolgd door zijn zoon Michaël II Komnenos Doukas
- León en Galicië - Alfons IX opgevolgd door zijn zoon Ferdinand III van Castilië
- Lippe - Bernhard III in opvolging van Herman II
- Manipur - Thawaan Thaba opgevolgd door Chingthaang Laanthaaba
- Maronitische kerk (patriarch) - Jeremias I van Amchite opgevolgd door Daniël I van Chamate
- Oostenrijk en Stiermarken - Leopold VI opgevolgd door zijn zoon Frederik II
- Opole-Ratibor - Casimir I opgevolgd door zijn zoon Mieszko II de Vette
- Vendôme - Jan IV opgevolgd door zijn zoon Peter

## Afbeeldingen

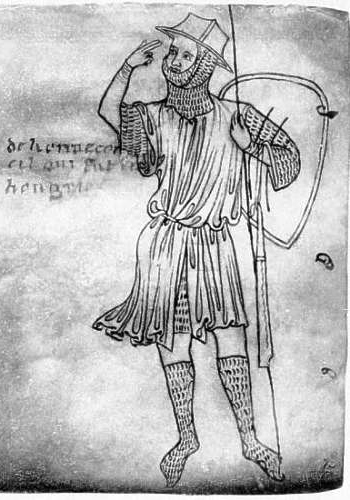
Schets door Villard de Honnecourt (ca. 1230), mogelijk een zelfportret
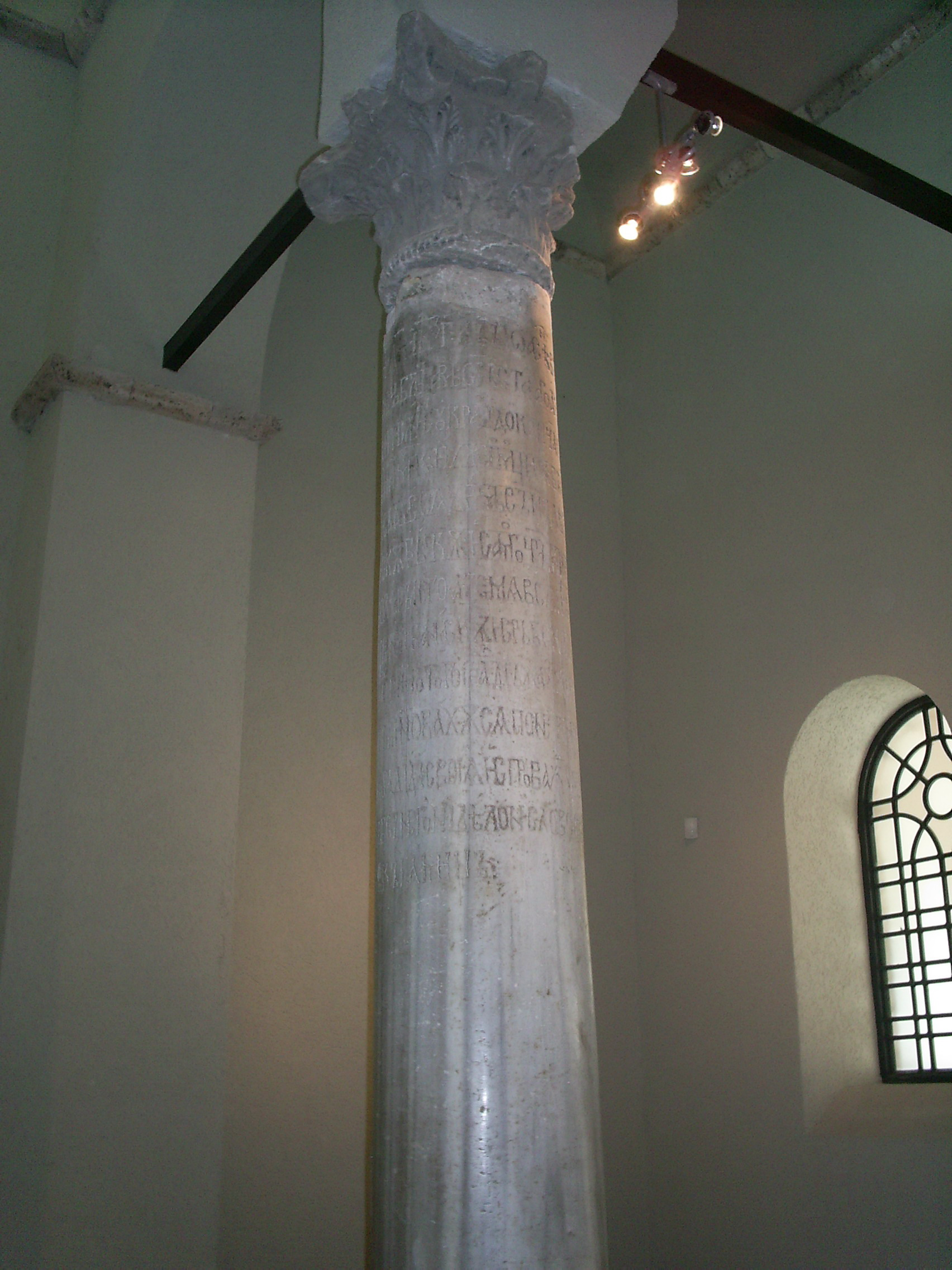
zuil met verslag van de Slag bij Kokotnitsa
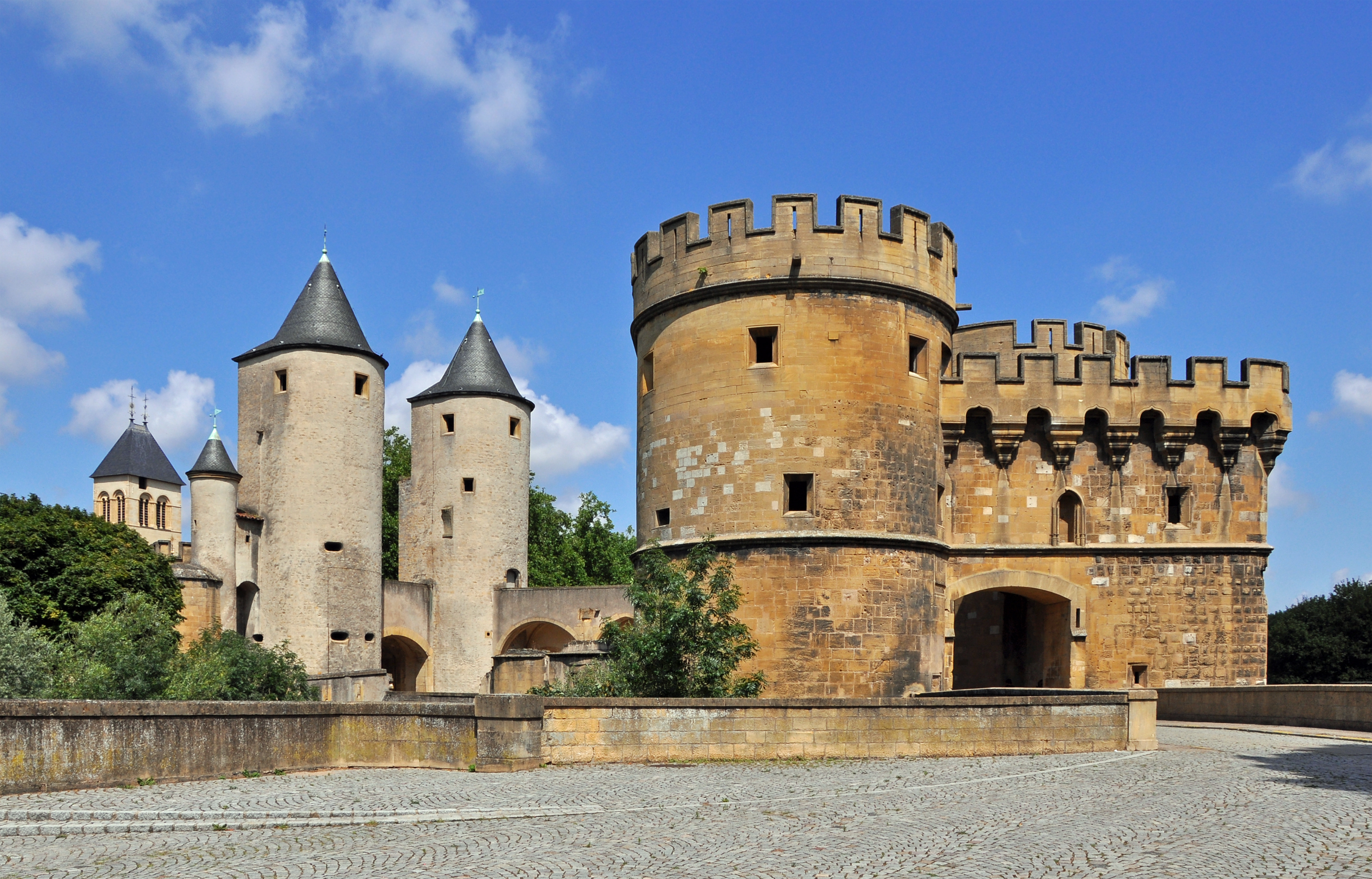
Porte des Allemands, Metz, bouw begonnen 1230
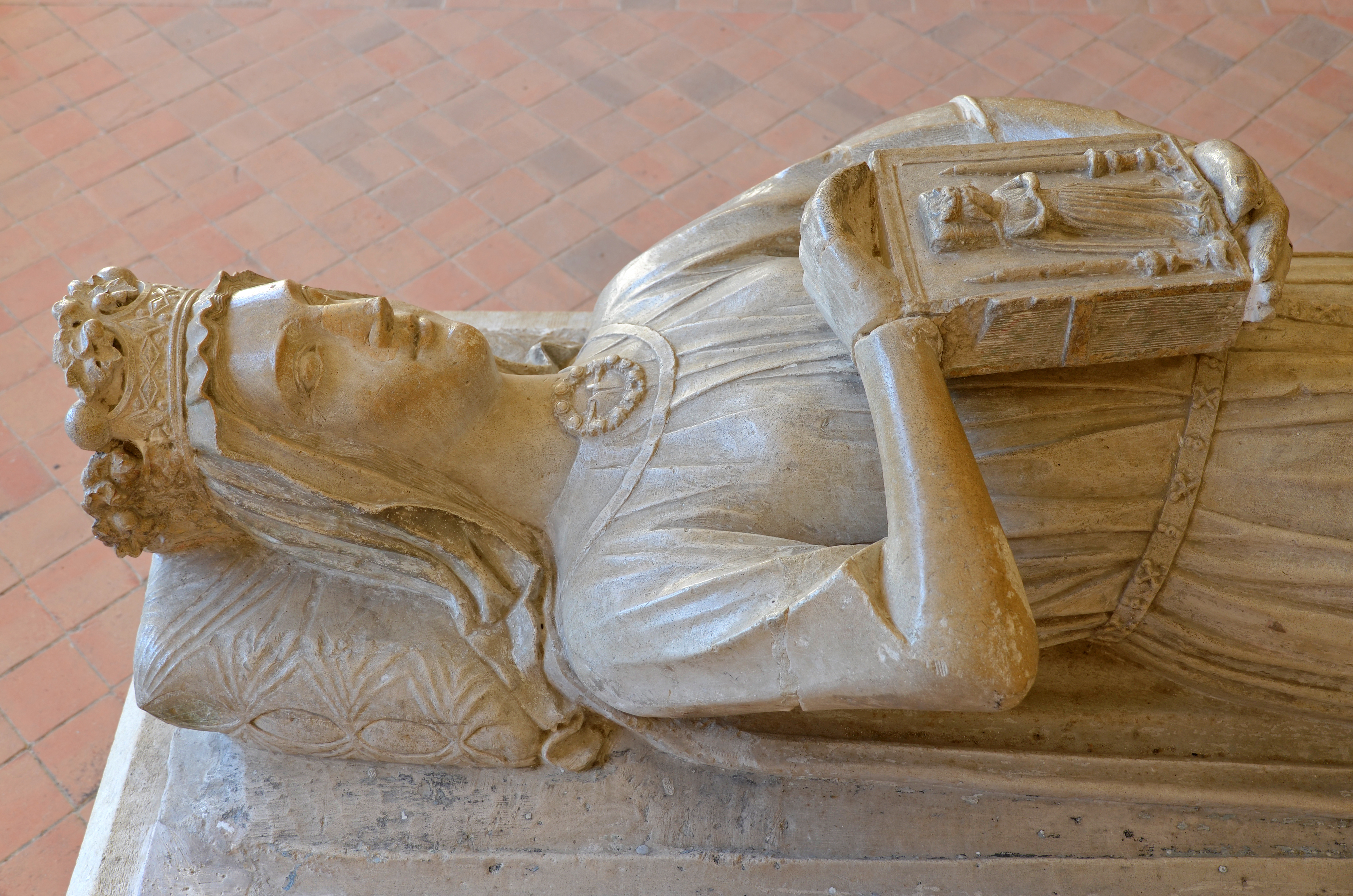
Berengaria van Navarra op haar graftombe
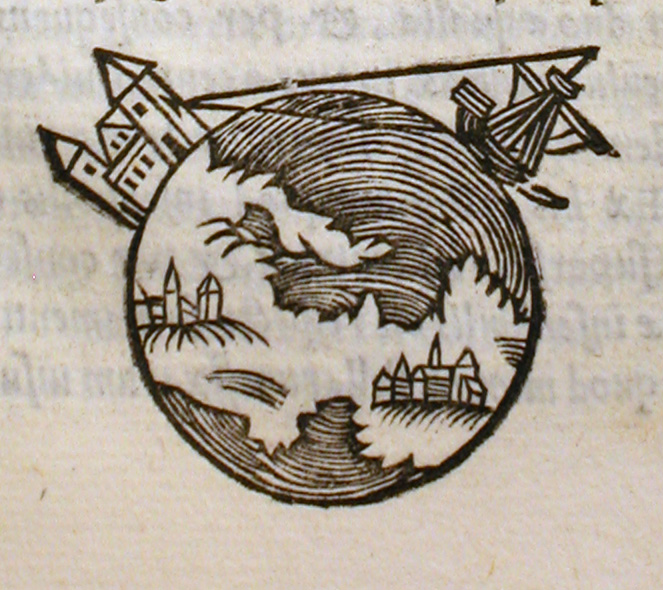
Afbeelding uit een 16e-eeuwse editie van De sphaera mundi
gecombineerde vlag van Castilië en León

## Geboren
- Jacopone da Todi, Italiaans dichter (jaartal bij benadering)
- Kaidu, Mongools heerser (jaartal bij benadering)
- Matteo Rosso Orsini, Italiaans kardinaal (jaartal bij benadering)
- Sjvarn, vorst van Galicië en grootvorst van Litouwen (jaartal bij benadering)
- Wilhelmus Durandus, Vlaams jurist (jaartal bij benadering)

## Overleden
- 25 juli - Rudolf II (~37), burggraaf van Coevorden
- 28 juli - Leopold VI (~53), hertog van Stiermarken en Oostenrijk (1194/1198-1230)
- 24 september - Alfons IX (~59), koning van León en Galicië (1188-1230)
- 15 december - Ottokar I, hertog en koning van Bohemen (1192-1193, 1198/1203-1230)
- 23 december - Berengaria van Navarra, echtgenote van Richard Leeuwenhart
- Casimir I, hertog van Opole
- Gilbert de Clare (~50), Engels edelman
- Jan IV, graaf van Vendôme
- Siardus, Fries abt (vermoedelijke jaartal)
- Walther von der Vogelweide, Duits minnedichter (jaartal bij benadering)